# Sirikan Charoensiri
Sirikan Charoensiri (també coneguda com a June Charoensiri, ศิริกาญจน์ เจริญศิริ en tailandès) (1986) és una advocada pels drets humans tailandesa. Treballa en Advocats Tailandesos pels Drets Humans -Thai Lawyers for Human Rights (TLHR)- i és una dels representants legals dels catorze estudiants activistes del Moviment Nova Democràcia -New Democracy Movement (NDM). Ha estat objecte d'assetjaments i amenaces per part de les autoritats tailandeses i de càrrecs penals relacionats amb el seu activisme com a advocada pels drets humans. Ha estat la primera dona tailandesa a ser acusada de sedició per una junta militar.

## Eduacació
Sirikan Charoensiri va néixer a Tailàndia l'any 1986 i va créixer a Yasothon, a la província de Yasothon. Va assistir a la Triam Udom Suksa School, i hi obtingué l'educació que la prepararia per a la universitat; llavors va entrar a la facultat de dret i es graduà a la Universitat de Thammasat l'any 2009. Després de completar el grau, Charonsiri va ser becària a la International Comission of Jurists i va treballar a l'Association for the Prevention of Torture i a l'American Bar Association en prevenció de la tortura, els drets humans en relació al conflicte del sud de Tailàndia i la implementació de l'ABA Rule of Law Initiative durant 2 anys. L'any 2013, va iniciar un màster en dret a la Universitat d'Essex per estudiar dret internacional en drets humans.

## Carrera

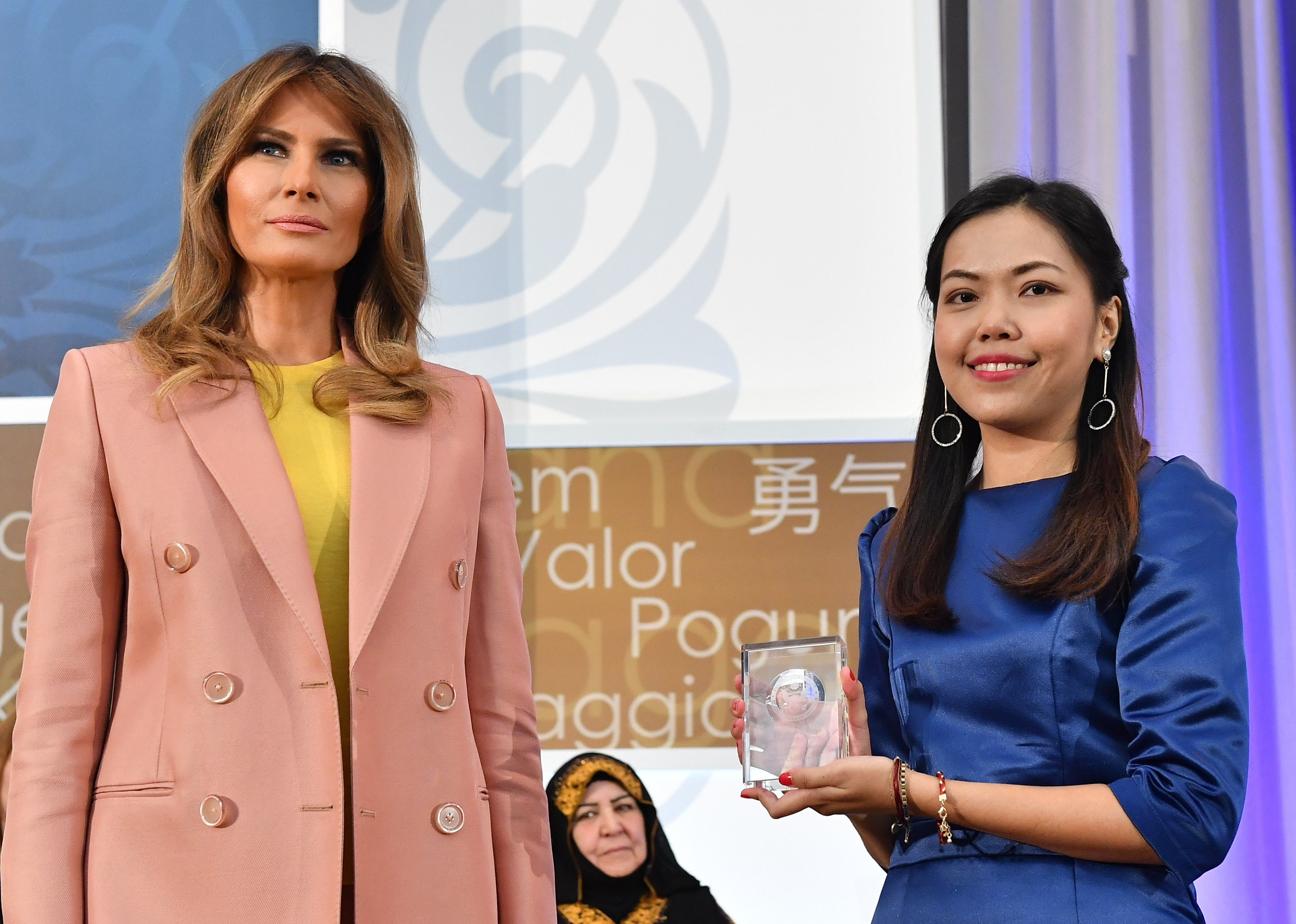
La tailandesa Sirikan Charoensiri amb Melania Trump en el lliurament del Premi Internacional Dona Coratge, al 2018

Un cop va acabar el màster, Charonsiri va tornar a treballar a la International Commision of Jurists. Quan hi va haver el cop d'estat a Tailàndia del 2014, va reconèixer la necessitat de crear una entitat separada que gestionés els temes legals, ja que s'estava retirant l'accés dels advocats als seus clients i els militars estaven detenint gent sense garanties o sense causes en camps secrets. Quan va cofundar Thai Lawyers for Human Rights, inicialment era una línia telefònica d'emergència. Aviat es va convertir en un equip d'advocats especialitzats en drets humans, finançat per grups d'advocats internacionals per treballar en les violacions de drets humans.
L'any 2005, Charonsiri va obtenir l'alliberament del fotoperiodista Anthony Kwan Hok-chun, de l'orgnaització Initium Media de Hong Kong. Kwan, que havia vingut a Tailàndia a cobrir els bombardejos del santuari d'Erawan, va comprar sistemes de protecció, inclosa una jaqueta flak i un casc, sense saber que aquests estaven controlats per les lleis d'armes tailandeses. Va ser detingut en el seu intent de tornar a Hong Kong i el seu passaport va ser requisat.
En aquell mateix any, 14 estudiants que es manifestaven a favor de la democràcia van ser detinguts en juny acusats de sedició. Cahroensiri i altres advocats van representar els estudiants i van protestar que els estudiats fossin usats en entrenaments de judicis militars. Set mesos després de la detenció dels estudiants, Charoensiri va ser acusada de negar-se a complir una ordre judicial, i d'ocultació de proves. Els càrrecs es basaven en el fet que havia pres els mòbils dels seus clients quan els van detenir i els havia guardat al cotxe. L'endemà, va presentar una queixa a la policia per apropiació indeguda del seu cotxe per completar la seva recerca. Aquesta queixa va resultar en càrrecs addicionals contra l'activista per falses al·legacions davant la policia.
Després d'assistir a la 33a reunió general del Comitè de Drets Humans de les Nacions Unides a Ginebra, Charoensiri va ser acusada a més amb càrrecs de conspiració i sedició. Va ser el primer cop que un advocat havia estat acusat de sedició per la junta; causà una forta protesta de les organitzacions de drets humans internacionals.